# Kasační dvůr (Francie)

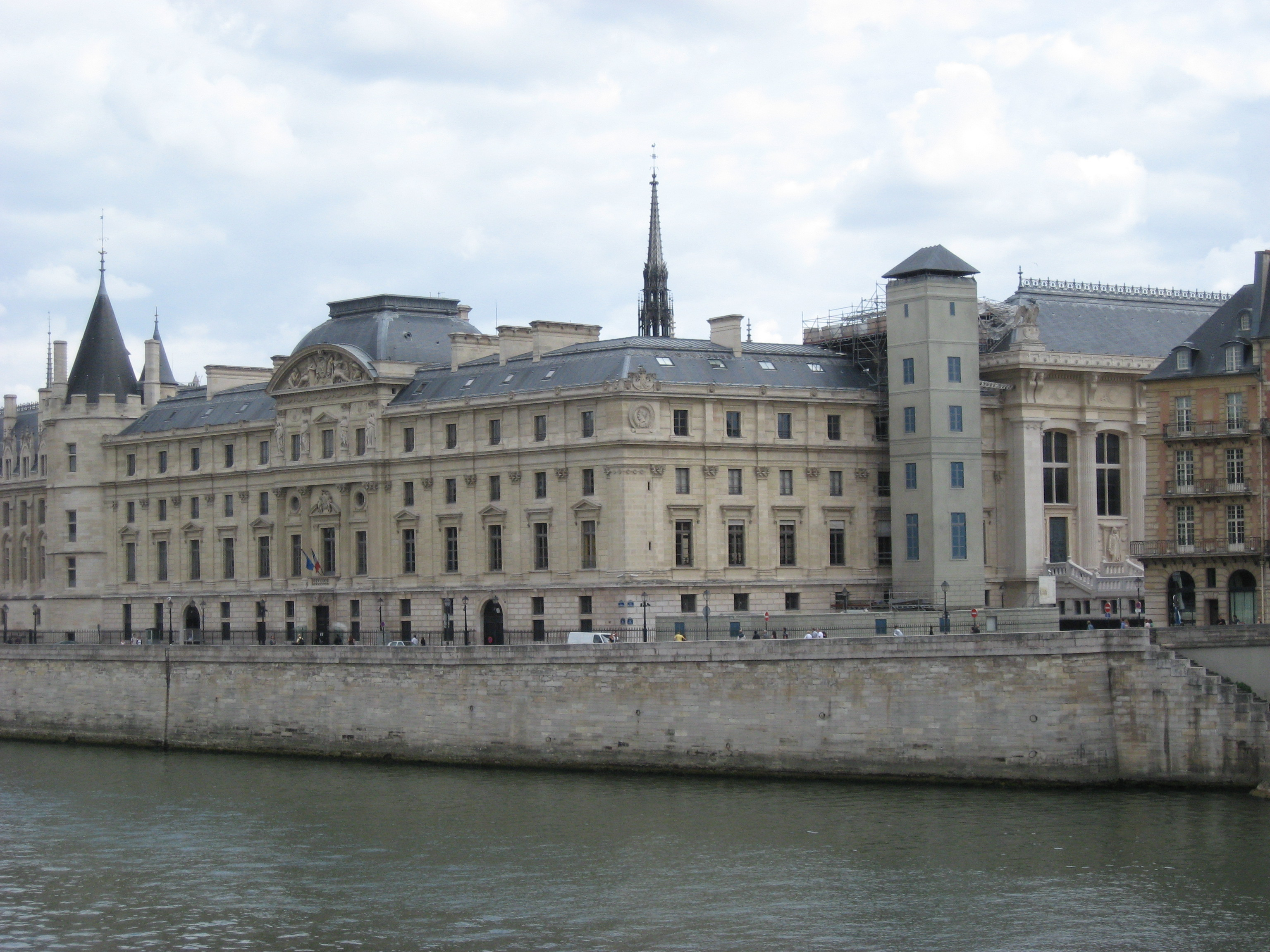
Budova soudu na ostrově Cité

Kasační dvůr nebo též kasační soud (fr. Cour de cassation) je ve Francii nejvyšší soud řádného soudnictví. Jeho sídlo se nachází v Justičním paláci v Paříži na nábřeží Quai de l'Horloge. Skládá se z jedné trestní a pěti civilních komor a přezkoumává rozsudky na základě právního pochybení. Pokud takové nalezne, dojde ke zrušení rozsudku (fr. casser „zlomit“). Cílem je zachování jednotné judikatury v rámci Francie.
Proti rozhodnutí odvolacího soudu, proti kterému není odvolání přípustné, lze podat ve lhůtě dvou měsíců mimořádný opravný prostředek. V oblasti trestního práva nemá tato kasační stížnost odkladný účinek. Kasační dvůr rozhoduje výlučně o právních otázkách, nikoliv o samotné věci. Pokud dvůr respektuje rozhodnutí nižšího soudu a nenalezne pochybení po právní stránce, vydá tzv. arrêt de rejet a definitivně proces ukončí. V opačném případě vydá arrêt de cassation, kterým zruší předchozí rozsudek. Protože kasační dvůr nerozhoduje o věcných otázkách sporu, předá případ příslušnému soudu, aby vydal nový rozsudek. Ten se však musí řídit právním názorem kasačního dvora.